# HAPPY 7 DAYS
〈HAPPY 7 DAYS〉(해피 세븐 데이즈)는 9nine의 17번째 싱글이며 2015년 6월 17일에 SME Records로부터 발매되었다.

## 개요
전작「With You/With Me」로부터 약 1년 3개월만에 발매되는 2015년 제 1탄 싱글이다. 

## 수록곡
1. HAPPY 7 DAYS [3:29]
  - 작사 : 오카다 마리아 작곡・편곡: CLARABELL
2. SUMMER SUMMER SUMMER [4:26]
  - 작사 :오카다 마리아 작곡・편곡：CLARABELL
3. 시그널(シ、グ、ナ、ル。) [4:08]
  - 작사・작곡：OZO, 편곡：토오야마 타스쿠
4. HAPPY 7 DAYS（Instrumental）
5. SUMMER SUMMER SUMMER（Instrumental）
6. 시그널(シ、グ、ナ、ル。)（Instrumental）

## 초회특전
1. DVD
  - 초회생산한정판A
    1. 「HAPPY 7 DAYS」 Music Video
    2. 「HAPPY 7 DAYS」 Dance Shot ver.

  - 초회생산한정판B
  - 「HAPPY 7 DAYS」스페셜 포토북 봉입반
2. 각종 공통 특전
  - 각 멤버 솔로 어나더 자켓 (총 5종)
  - 뉴 싱글 / LIVE DVD & Blu-ray Disc 더블 구입자 응모 엽서

## 타이업
| 곡명 | 타이업 |
| ---- | ------ |
|      |        |